# Inessa Kovalevskaja
Inessa Kovalevskaja (russisk: Инесса Алексеевна Ковалевская) (født 1. marts 1933 i Moskva i Sovjetunionen) er en sovjetisk filminstruktør.

## Filmografi
- Bremenskije muzykanty (Бременские музыканты, 1969)[1][2]